# НДІ-4 МО СРСР
НДІ-4 МО СРСР (рос. НИИ-4 МО, тепер 4-й центральный научно-исследовательский институт Министерства обороны Российской Федерации) — наукова установа Міністерства оборони (МО) РФ, заснована в часи СРСР, у завдання якої входить наукове забезпечення розбудови ракетних військ стратегічного призначення і розвиток стратегічного ракетно-космічного озброєння. Розташований у місті Юбілейний (раніше Болшево) Московської області, поруч з містом Корольов.
Головним напрямком досліджень інституту було і залишається обґрунтування тактико-технічних вимог до нових і модернізованих зразків озброєння, військово-наукове супроводження найважливіших НДДКР. Значущою складовою частиною в загальному обсязі досліджень інституту є роботи в області автоматизації управління військами та зброєю, впровадження в практику військ сучасних телекомунікаційних технологій, забезпечення інформаційної безпеки. Він також здійснює контроль технічного стану озброєння і військової техніки і забезпечує командування ракетних військ стратегічного призначення і військ і військо повітряно-космічного оборони об'єктивною інформацією про технічний стан і надійність експлуатованого озброєння.

## Передісторія створення

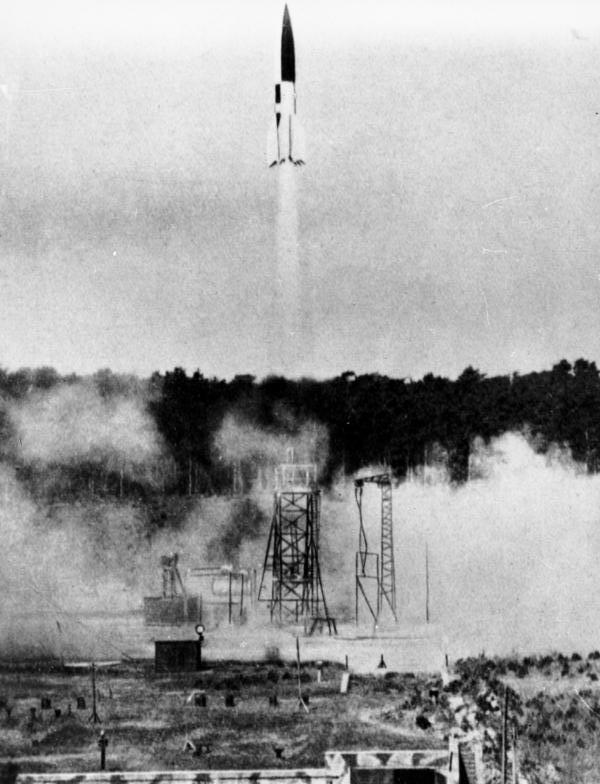
Старт Фау-2, літо 1943

Приклад Німеччини у другій світовій війні відкрив перспективи озброєння нового типу - крилатих ракет Фау-1 і балістичних ракет Фау-2, розроблених німецьким конструктором Вернером фон Брауном. Радянські військові спеціалісти усвідомили необхідність широкого застосування в системах озброєння реактивних двигунів, які дозволяють більш ефективно вирішувати багато традиційних завдань і створювати якісно нову зброю - ракети дальньої дії. Багато з них були добре ознайомлені з роботою німецького ракетного дослідницького центру в Пенемюнде (нім. Heeresversuchsanstalt Peenemünde).  В кінці війни весь персонал з Пенемюнде, вся документація і унікальне обладнання були евакуйовані в  Тюрингію, більшою частиною у Нордгауезен. Тюрингію зайняли війська союзників і це дозволило більшості вчених центру евакуювалися в США, але невдовзі після війни Тюрингія згідно з рішення Ялтинської конференції була передана Радянському Союзу.

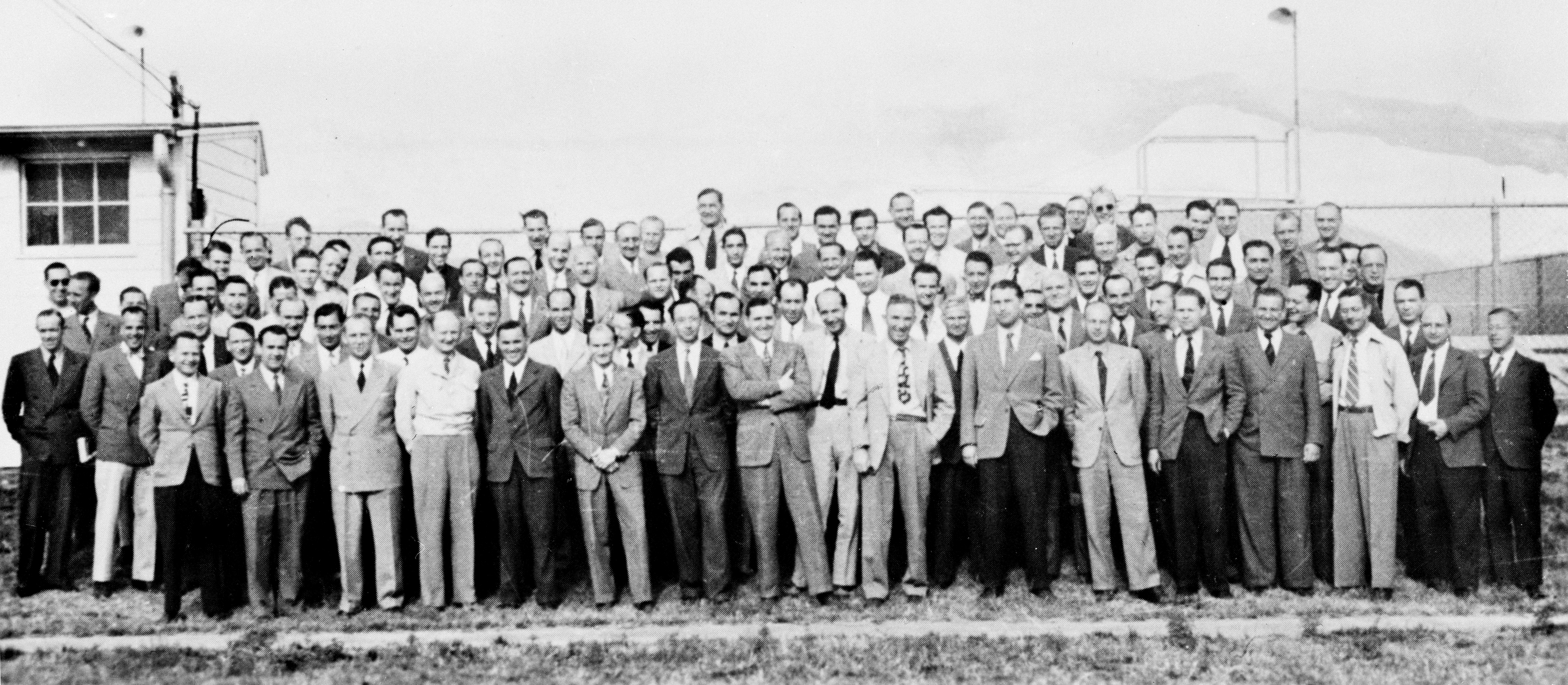
Учасники операції Paperclip («Скріпка») з евакуації німецьких вчених і конструкторів з Німеччини до США. В. фон Браун 7-ий праворуч у 1-му ряду.

Для засвоєння німецького досвіду в ракетобудуванні в СРСР було створене Друге головне управління при Раді міністрів, яке очолили соратник Сталіна Г.М. Маленков,  міністр озброєнь Д.Ф. Устинов і міністр промисловості засобів зв'язку І. Г. Зубович. Рядовими членами управління були військові високого рангу, керівники оборонної промисловості, а також відомий діяч радянських спецслужб І.О. Сєров.
Частина німецьких спеціалістів відмовилася від переїзду до Америки і американці їх не примушували. Від них радянські спеціалісти могли отримати отримали багато необхідної інформації. Так само американці не змогли вивезти велику частину обладнання заводів і вони дісталися Радянському Союзу. Один з німецьких спеціалістів інженер Розенплентер запропонував свої послуги радянським спеціалістам,  серед яких були  Г.О. Тюлін ,  С.П. Корольов, В.П. Глушко, Б.О. Черток, В.П. Мишин, Н.О. Пілюгін, В.М. Челомей та інші. За допомогою Розенплентера в Нордгаузеі був заснований інститут, який отримав назву "Рабен" і формальним керівником якого був призначений цей самий Розенплентер. В інституті працювали німецькі спеціалісти, але на керівних посадах були радянські військові. Фактично інститутом і іншими справами, пов'язаними із засвоєння німецького досвіду керував Черток, він же призначив заступником Розенплентера Пілюгіна. На базі цього інституту був організований більш масштабний інститут "Нордхаузен", який очолив генерал-лейтенант Гайдуков, головним інженером якого був призначений Корольов. Решта радянських спеціалістів теж мала свої завдання і в немалій мірі конкурували між собою. Інститут "Нордхаузен" давав замовлення німецьким промисловим підприємствам, які почали відновлюватися після війни, на виготовлення дослідних зразків ракетної техніки і ті охоче їх виконували.
Між тим, Уряд СРСР 13 травня 1946 прийняв постанову  № 1017-419сс (тобто цілком таємну, рос. совершенно секретно) «Питання реактивного озброєння», яка зіграла історичну роль в розвитку збройних сил СРСР. В розвиток цієї постанови було прийнято рішення вивезти з Німеччини усе обладнання заводів ракетного профілю і спеціалістів в Радянський Союз з метою для закладення бази цього закладу та інших йому подібних. Цією справою займався згаданий вище Серов. На початку жовтня 1946 р. він зібрав основних керівників інституту на закрите засідання і попросив скласти списки німецьких спеціалістів, які могли би бути корисними в Радянському Союзі. Вони мали бути вивезені незалежно від їх бажання. Ця операція невдовзі була проведена в нічний час за допомогою спеціальних військових частин. Інститут "Нордгаузен" був ліквідований. Три місці по тому до відправлення готувалася документація, лабораторне обладнання, готові деталі ракет, навіть верстати і декілька готових ракет. Все це врешті-решт опинилися на станції Підлипки під Москвою навколо якої з часом сформувався центр ракетно-космічної техніки Радянського Союзу. По праву сторону залізничної колії розбудовувалося "господарство" Корольова, а по ліву, ближче да станції Болшево - НДІ-4, в штаті якого був експериментальний завод. Цей завод був майже точною копією одного з німецьких.

## Заснування інституту

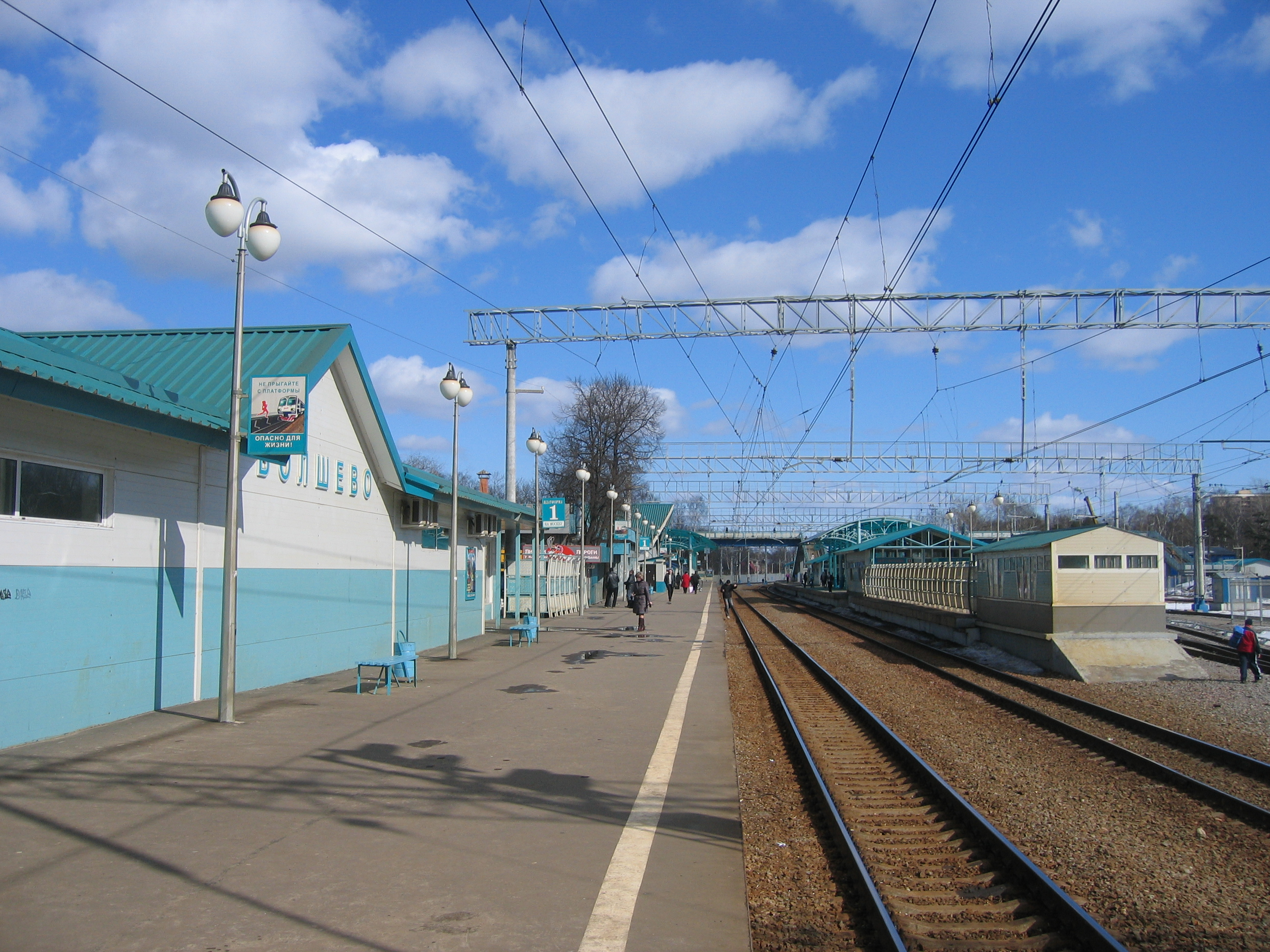
Станція Болшево

Вже через кілька днів після постанови Уряду за наказом Міністра Збройних сил СРСР від 24 травня 1946 № 007 почалося формування науково-дослідного реактивного інституту Головного артилерійського управління, який отримав назву НДІ-4 (відкрита назва в/ч 25840).  Місцем його дислокації була визначена місцевість неподалік станції Болшево, за так званим Комітетським лісом, де вже з 1939 року розміщувалося Московське військово-інженерне училище. Училище було переведене до Ленінграду, а його будівля і велика територія довкола булі передані інституту. Першим начальником інституту був призначений Нестеренко А.І., який залишався на цій посаді до 1951 р. В склад співробітників входили спеціалісти різних спеціальностей і тому напрямок його діяльності був невизначеним. Були навіть плани побудови стендів для випробовування ракетних двигунів малої тяги. Час і загальний розвиток досліджень і практичної роботу в тому числі й інших організацій приводили роботу в певну систему. Кількісний склад спочатку був досить малий, навіть на 1955 рік в інституті було дещо більше, ніж 300 співробітників разом з охороною. В якомусь сенсі це була "тихою гаванню", в якій науковці практично безконтрольно робили свої дослідження.

## Перші кроки
Першим  досягненням інституту був розроблений в грудні 1949 року аванпроект системи ПРО окремого району, який послужив основою для створення першої експериментальної системи ПРО. У подальшу роки пріоритетними були питання навігаційно-балістичного забезпечення (НБЗ) пусків ракет дальньої дії. За документації, розробленої в НДІ-4 (таблиці стрільби, польотні завдання), проводилися випробувальні пуски ракет створених в 1940 - 1950-тих роках: оперативно-тактичних (Р-1, Р-2, Р-11), середньої дальності (Р-5, Р-5М, Р-12), міжконтинентальної дальності (Р-7). І в наступні роки НДІ-4 продовжував балістичне забезпечення пусків всіх створювалися ракет середньої дальності (РСД) і міжконтинентальних балістичних ракет (МБР). В Інституті склався колектив висококваліфікованих учених-балістиків, що користуються авторитетом у відповідних організаціях промисловості, Академії наук, МО СРСР. У 1950-х роках для відпрацювання на полігоні Капустін Яр нових, як на той момент, ракет Р-1, Р-2 і Р-5 з'явилася необхідність у створенні техніки здатної здійснювати різного роду траєкторні вимірювання. Для цих цілей НДІ-4 розробив концепцію полігонного вимірювального комплексу (ПІК). Для вимірювальних пунктів (ВП) цього комплексу за завданням НДІ-4 почали створюватися телеметрична апаратура, станції траєкторних вимірювань, апаратура системи єдиного часу.

## Подальша історія
Проведення льотно-конструкторських випробувань першої МБР Р-7 показало необхідність створення нових стартових позицій (у першу чергу через проектну дальність виробу - 8000 км) і 12 лютого 1955 прийнято постанову Ради Міністрів СРСР про створення Науково-дослідного випробувального полігону (НДВП-5 МО СРСР), відомого як космодром Байконур. НДІ-4 був визначений учасником робіт з проектування полігонної випробувальної бази і головною організацією у створенні полігонного вимірювального комплексу (ПВК). Начальником начальником інституту був призначений генерал Соколов, який керував ним до 1970 р. Це була розумна і далекоглядна людина, але досить жорстка з підлеглими. Він сам працював багато і того само вимагав від науковців інституту, ввівши систему планування НДР і дієву систему щоквартального контролю їх виконання. Створення ПВК було особливо великим внеском НДІ-4 у розвиток ракетної та космічної техніки. Роботами керували начальник інституту  та його заступники Г. А. Тюлин і  Ю. А. Мозжорін.  У технологічному проектуванні об'єктів полігону брало участь більше 150 наукових співробітників НДІ-4. Понад 50 співробітників були відряджені на заводи, в конструкторські бюро та проектні організації, де брали активну участь у розробці вимірювальних засобів і контролі за будівництвом об'єктів ПВК. Після цього авторитет інституту  серед організацій промисловості і МО СРСР значно зріс.

## Перший штучний супутник Землі

### Ідея
В діяльності інституту особливу роль зіграла група, керована М. К. Тихонравим Вона однією з перших в Радянському Союзі, якщо не найперша, почала розробляти проблеми, що багатьом здавалася в той час ще фантастикою нової космічної техніки, і постійно перебувала під вогнем критики управління ракетного озброєння як така, що займається непотрібною справою.
Ще у 1948 р.   Тихонравов виступив на засідання Вченої ради з доповідь про можливість досягнення практично необмеженої дальності польоту ракет і навіть виведення на орбіту штучного супутника землі. Така можливість могла бути забезпечена "пакетом" складених ракет. Доповідь розбурхала залу, викликала шквал негативних і навіть уїдливих відгуків і виступів. Ідея би була похована, якби не неї не ухопився Корольов, але її реалізації затягнулася на довгі роки. Аж 26 червня 1954 р. Корольов представив міністру оборонної промисловості Устинову доповідну записку «Про штучний супутник Землі», підготовлену Тихонравовим.. На офіційному захисті в 1956 році ескізного проекту ШСЗ С. П. Корольов також зазначив, що проект супутника розроблений в ОКБ-1 на основі дослідних робіт групи співробітників НДІ-4, очолюваної М. К. Тихонравова.
Наприкінці 1955 року Корольов звернувся до керівництва країни з пропозицією запустити раніше американців перший штучний супутник Землі на майбутньої ракеті Р-7, терміни льотних випробувань якої намічалися на 1957 р. 30 січня 1956 р. вийшла відповідна постанова РМ СРСР і ОКБ-1 Корольова приступило до проектування першого в світі штучного супутника Землі, який отримав найменування «об'єкт Д», а НДІ-4 - до проектування командно-вимірювального комплексу (КВК). Створення КВК було доручено саме НДІ-4 з причини того, що Інститут вже мав досвід у створенні ПВК на полігоні Капустін Яр. При цьому саме Міністерство оборони було проти покладення на нього цього обов'язку посилаючись на невластиву йому роботу.  Однак, вчені і промисловці вважали, що тільки військові можуть побудувати, оснастити і експлуатувати вимірювальні пункти, розкидані по території Радянського Союзу у важкодоступних місцях. Тодішній міністр оборони Жуков погодився з доводами промисловців і науковців і проект був доручений НДІ-4.

### Реалізація проекту
Проект штучного супутника Землі (ШСЗ) був затверджений 2 червня 1956 і почалася робота зі створення КВК, але до кінця 1956 року з'ясувалося, що намічені плани запуску першого ШСЗ перебувають під загрозою зриву через труднощі у створенні наукової апаратури для «об'єкта Д» і більш низькою, ніж намічалося, питомої тяги рухових установок Р-7. Уряд встановив новий термін запуску - квітень 1958 року. Однак, за даними розвідки, США могли запустити перший супутник до цього терміну. Тому в листопаді 1956 року ОКБ-1 внесло пропозицію про термінову розробку і запуск замість «блоку Д» найпростішого супутника масою порядку 100 кг у квітні - травні 1957 року під час перших випробувань Р-7. Пропозиція була схвалена і 15 лютого 1957 вийшла Постанова Уряду про запуск найпростішого супутника наприкінці 1957 року.

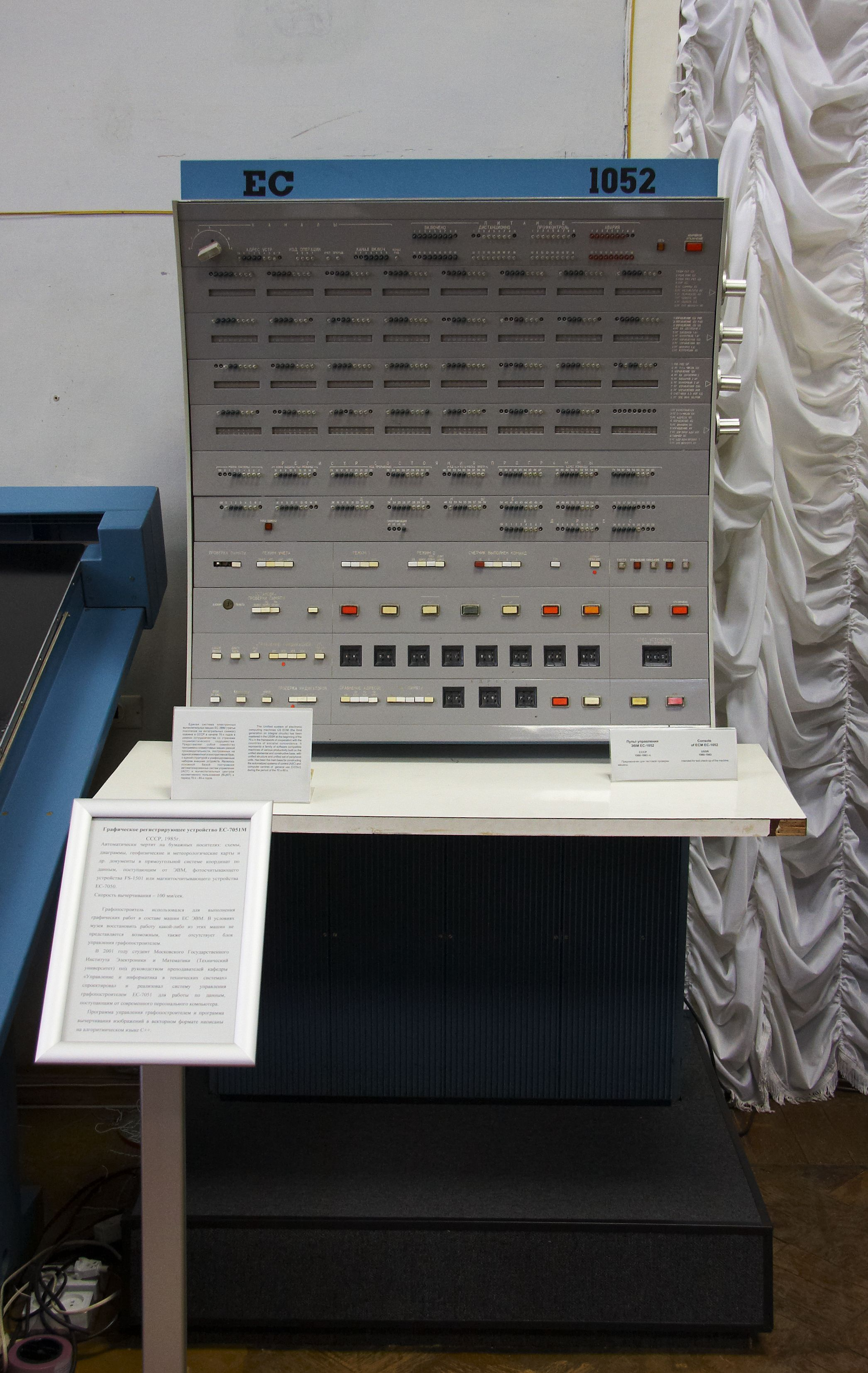
Пульт управління ЄС-1052. Ця машина була в складі ОЦ НДІ-4

В цей же час в НДІ-4, був розроблений проект створення КІК, який передбачав створення 13 командно-вимірювальних пунктів, розташованих по всій території Радянського Союзу від Ленінграда до Камчатки і центрального пристартового пункту. Керував роботами по створенню КВК Ю. А. Мозжорін. Всі роботи були виконані в рекордно короткі терміни - за один рік. У 1957 році для забезпечення пусків МБР, запусків ШСЗ та інших космічних об'єктів при НДІ-4 створюється так званий Координаційно-обчислювальний центр (КВЦ), прообраз майбутнього Центру управління польотами. Спочатку це була просто група обчислювачів, яка вела розрахунки на звичайних арифмометрах і великих логарифмічних лінійках. За забезпечення польоту першого супутника 4 жовтня 1957 р. групі фахівців НДІ-4  Тихонравову, Еліасбергу, Яцунському і кільком іншим була присуджена Ленінська премія. Тоді ж сам інститут був нагороджений орденом Трудового червоного прапору.  Починалася космічна ера і для забезпечення управління польотами інституту був потрібний Обчислювальний Центр, формування якого розтяглося на два роки.  На 1959 рік у його складі були дві ЕОМ М-20 і дві М-50. У військових вишах не тоді ще не готували спеціалістів з ЕОМ чи електроніки взагалі, тому в цей рік до лав Радянської армії було призвано кілька десятків випускників цивільних інститутів і кілька десятків з них потрапила в НДІ-4, яким було присвоєно звання інженер-лейтенантів. Зокрема з КПІ в інституті служило більше двох десятків молодих офіцерів, розподілених по дев'яти управліннях різної спеціалізації. В ОЦ взяли випускників Рязанського і Пензенського політехнічних інститутів, які вже мали факультети з обчислювальної техніки. Одночасно спеціально до ОЦ відібрали близько 300 випускників вищих морських навчальних закладів, які після проходження кількамісячних курсів склали програмістський корпус ОЦ НДІ-4. Крім офіцерів в ОЦ працювали на нижчих посадах також цивільні інженери і техніки, направлені на роботу за розподілення після закінчення навчання. Ось такий був склад того "Координаційно-обчислювального центру". Обчислювальні машини в ОЦ періодично оновлювалися, вони морально старіли через 5-8 років. Лампові М-20 і М-50 були замінені на М-220 і БЕСМ-6 на напівпровідниках, потім була введена в дію ЄС-1050 на мікросхемах, швидко модернізована заводом ВЕФ (Пенза) у ЄС-1052. Але БЕСМ-6 працювала найдовше - 18 років і дуже була зручною для програмістів. Ініціатором постійного оновлення машинного парку був М.Т. Кобзар, який з часом став головним інженером ОЦ у званні полковника.

## Плавучі вимірювальні комплекси
Підготовка до льотних випробувань МБР Р-7 на повну дальність - в акваторію Тихого океану - і розширення сфери спостережень за польотами космічних об'єктів виникла потреба створення плавучих (корабельних) вимірювальних комплексів. У 1959 році Інститут призначається головним виконавцем робіт зі створення плавучого комплексу  у складі чотирьох кораблів «Сибір», «Сахалін», «Сучан» і «Чукотка». Командувачем комплексу був призначений капітан 1 рангу (згодом контр-адмірал) Юрій Максюта.

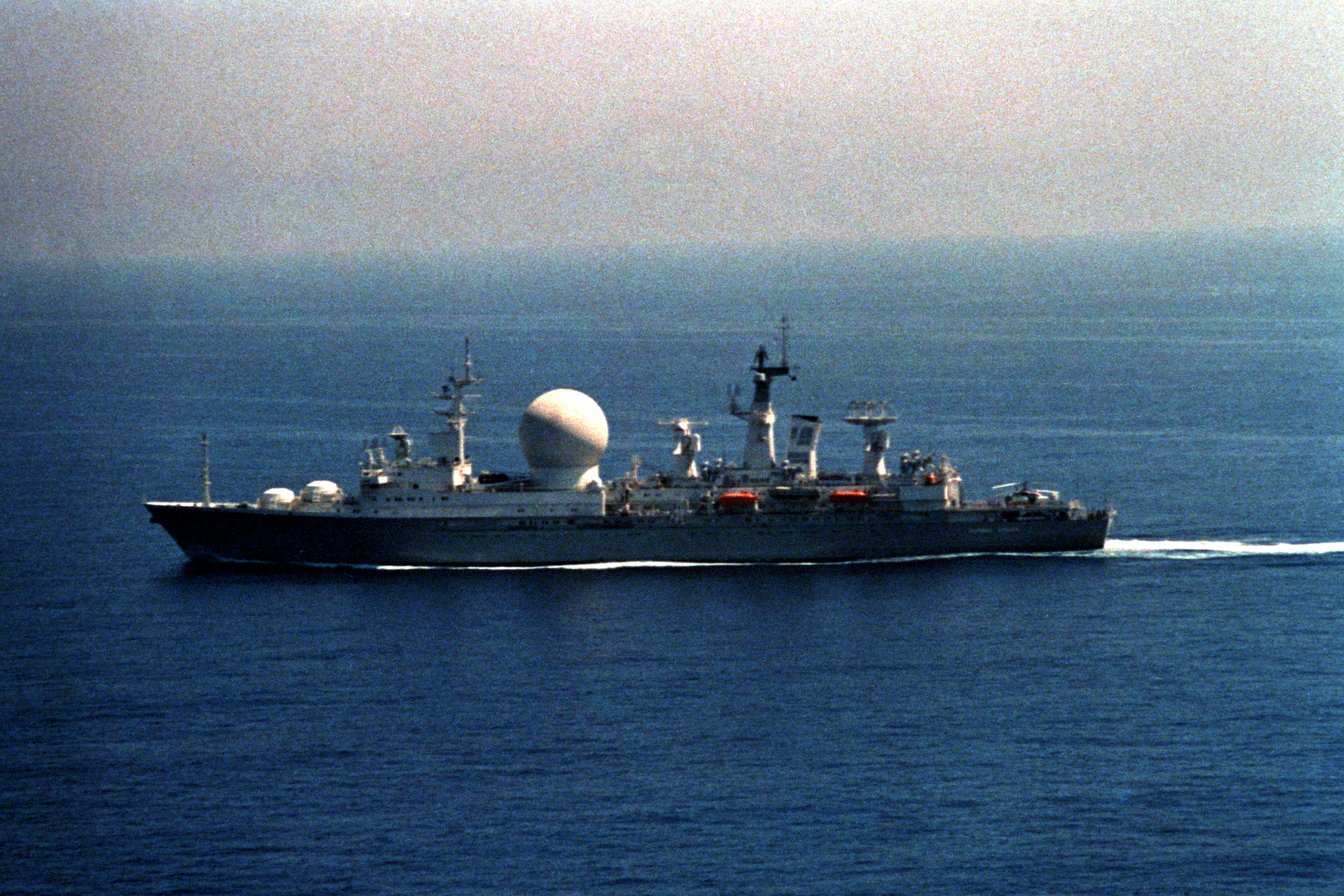
КИК «Маршал Крылов»

Реалізація запусків перших міжпланетних станцій потребувала забезпечення прийому з їх борту телеметричної інформації в районах, які не контролювалися засобами наземного КІК і Тихоокеанської експедиції. Для вирішення завдання в 1960 році була створена Атлантична група плавучих вимірювальних пунктів у складі двох кораблів Чорноморського пароплавства і одного корабля Балтійського пароплавства. Ці кораблі були зняті з морських перевезень і передані в розпорядження НДІ-4. Начальником Атлантичної телеметричної експедиції був співробітник НДІ-4 Василь Іванович Белоглазов, а в її команду входили досить багато офіцерів НДІ-4, яких приваблювала перспектива далеких морських походів.
Кораблі, які використовувалися в цих експедиціях не були пристосовані для виконання поставлених завдань і з часом морально застаріли. Їх склад постійно поповнювався і мінявся. В 1963 році був організований 2-й плавучий вимірювальний комплекс у складі кораблів «Чумикан» «Чажма» і аж у 1984 році в лад вступив перший спеціально спроектований корабель «Маршал Недєлін», а через п'ять років - «Маршал Крилов». На той час загальна кількість кораблів вимірювального комплексу досягла восьми.

## Управління польотами пілотованих космічних кораблів
Традиційно НДІ-4 був визначений головним у рішенні цих відповідальних завдань. Була організована незалежна розробка методів, алгоритмів і програм в НДІ-4, ОКБ-1 і АН СРСР і їх узгодження. У забезпеченні польотів безпосередню участь брали кораблі «Сибір», «Сахалін», «Сучан», «Чукотка» і суда атлантичної угруповання «Ворошилов», «Краснодар» і «Долинськ».
У 1961 році за створення автоматизованого вимірювального комплексу, систем єдиного часу та спеціального зв'язку, що забезпечили запуск першого космічного корабля з людиною на борту, якою був Юрій Гагарин, Ю. А. Мозжоріну було присвоєно звання Героя Соціалістичної Праці, а начальник інституту А. І. Соколов та начальник головного управління інституту Г. І. Левін були удостоєні звання лауреатів Ленінської премії. Не були обійдені нагородами і офіцери нижчого рангу. Так, наприклад начальник лабораторії більш надійних, ніж М-50, машин М-20 капітан М.Т. Кобзар був нагороджений орденом Трудового Червоного прапору і йому достроково було присвоєно звання майора. 
Подальші польоти кораблів класу "Восток" і "Восход-1" не завдавали великих труднощів управлянню. Мало трагічно не завершився політ корабля  "Восход-2", під час якого відбувся запланований вихід у відкритий космос космонавта Леонава. Повернення назад до корабля через шлюзову камеру у було ускладнене тим, що скафандр Леонова сильно роздувся. Тільки після того як він знизив двічі тиск повітря всередині скафандра, він зміг пройти в шлюзову камеру, що коштувало великих зусиль. Через нештатну ситуацію на кораблі виникли деякі несправності, зокрема була пошкоджена система автоматичної посадки. Через це корабель мав зробити один додатковий виток довкола Землі і після цього робити посадку в ручному режимі. Для виконання цього маневру командир корабля Беляєв мусив виконати кілька маніпуляцій, які потребували більше передбачуваного часу, через що корабель приземлився не в розрахованому пункті, і де саме, було неясно. Ситуацію виручив Еліасберг. Маючи великий досвід управління польотами і добре уявляючи координати земної поверхні, він в голові прорахував траєкторію посадки і доволі точно вказав на місце приземлення у глибокій тайзі Пермської області. Незважаючи на таку підказку, велика група вертольотів шукала космонавтів кілька довгих годин, але через несприятливі умови для посадки, їх виручили тільки на третій день.
В подальші роки інститут продовжував працювати у космічній тематиці, які поступово втратив у ній провідну роль, яка перейшла до сусіднього ЦНДІмаш (раніше НДІ-88), куди перейшов Мозжорін директором у 1961 році. Там він серед іншого провів модернізацію існуючого ОЦ, який з часом перетворився у другий Координаційно-обчислювальний центр, на який вже як Центру управління польотами (ЦУП) у 1977 р. покладені завдання з управління польотами всіх радянських космічних кораблів, пілотованих орбітальних і автоматичних міжпланетних станцій.

## Діяльність в складі РВСП
Інститут був включений до складу Ракетних військ стратегічного призначення (РВСП) в кінці 1959 року і з наступного виконував роботи на замовлення Головного штабу, Науково-технічного комітету, Головних управлінь. Поряд з розширенням робіт зі стратегічного ракетної зброї і ракетно-космічної техніки стали проводитися комплексні дослідження систем озброєння РВСП, удосконалювалася методологія випробувань ракетних і ракетно-космічних комплексів. Зріс обсяг робіт з питань бойового застосування ракетних частин і з'єднань, забезпечення військ керівної і експлуатаційної документації.
Однією з важливих проблем була автоматизація управління військами, які несуть постійне бойове чергування у високій готовності. На початковій стадії вирішення цієї проблеми виникли складності в залученні організацій промисловості, тому роботи стали проводитися в НДІ-4. У 1962 році, виготовлена на експериментальному заводі інституту апаратура, була успішно випробувана в військах. Міжвідомча комісія дала позитивну оцінку проведеним дослідженням і рекомендувала розпочати дослідно-конструкторські роботи в промисловості.
У середині 1960-х років в НДІ-4 були розпочаті комплексні дослідження з обґрунтуванню перспектив розвитку озброєння та військової техніки РВСП і пошуку шляхів інтенсивного нарощування їх бойової потужності. У той час в складі стратегічної «тріади» США знаходилося майже в 4 рази більше носіїв ядерної зброї і приблизно в 9 разів більше ядерних боєголовок і авіабомб, ніж в СРСР. У зв'язку з цим з метою забезпечення безпеки країни гостро постало питання ліквідації відставання та досягнення в найкоротші терміни військово-стратегічного паритету.

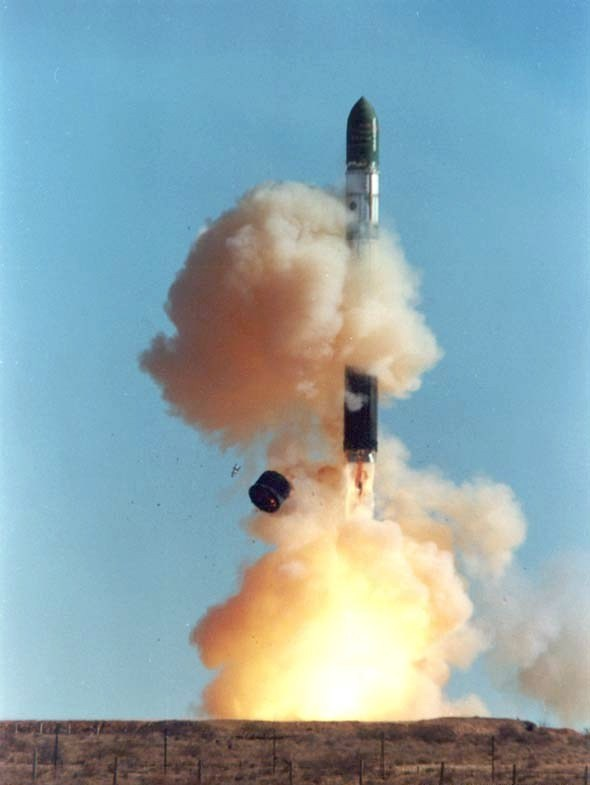
Пуск конверсійної ракети-носія «Дніпро» на базі МБР 15А18 комплексу 15П018

Рішенням уряду в 1965 році була створена велика комплексна НДР, в якому головними виконавцями по розділу РВСП були визначені НДІ-4 і ЦНДІМаш, а науковими керівниками - начальник НДІ-4 А. І. Соколов і директор ЦНДІМаш Ю. А. Мозжорін.
Науково обґрунтовані рекомендації НДР були у значній мірі реалізовані. У короткі терміни були створені і надійшли на озброєння високоефективні системи ракетної зброї з заданим рівнем характеристик, розгортання яких дозволило значно підвищити бойовий потенціал угруповання РВСП і забезпечило на початку 1970-х років досягнення стійкого військово-стратегічного паритету з США. Велика роль у цьому досягненні належала СКБ "Південне", де начальником і головним конструктором був Михайло Янгель. Стратегічні ракетні комплекси, розроблені під його керівництвом, стали основною технічною базою для РВСП. Серед них — унікальні у світовій практиці комплекси на базі важких рідинних ракет з моноблочними, розділюваними та орбітальними головними частинами, а також бойовий залізничний ракетний комплекс з твердопаливною ракетою.
В подальші роки НДІ-4 проводив роботи із забезпечення створення і розвитку нового покоління високоефективних ракетних комплексів з ракетами, оснащеними роздільними головками, що дозволило значно підвищити бойові можливості РВСП і їх стримуючу роль. Крім того, інститут обґрунтував необхідність створення рухомих ракетних комплексів, відстояв цей напрямок перед великими організаціями, які були прихильниками стаціонарних комплексів.
У жовтні 2013 року 4-ї ЦНДІ Міноборони Росії реорганізовано у формі виділення з нього ФДБУ «Центральний науково-дослідний інститут Військово-повітряних сил» (м. Щолково, Московська область) та ФДБУ «Центральний науково-дослідний інститут Військ повітряно-косм  оборони» (м. Ювілейний, Московська область).
До нинішнього часу НДІ-4 в же під новою назвою залишається найбільшою науковою організацією у Міністерстві Оборони Російської Федерації, але його найкращі часи залишилися далеко позаду.